# Marinha da Croácia

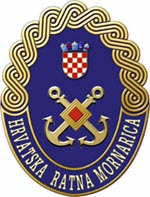
Emblema da Marinha da Croácia.

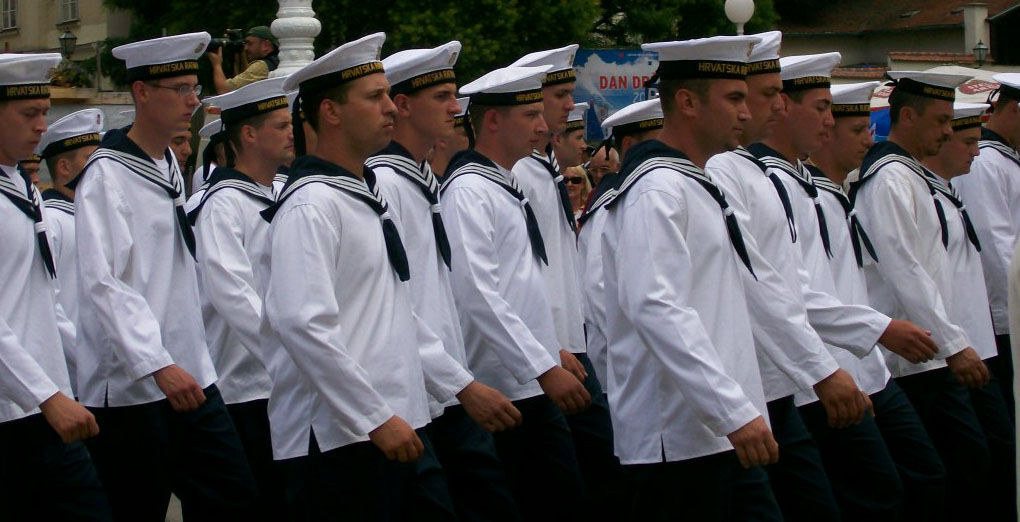
Membros da Marinha da Croácia.

A Marinha da Croácia (em croata: Hrvatska Ratna mornarica) é o ramo marítimo das Forças Armadas da Croácia. A moderna marinha croata nasceu durante a Guerra de Independência da Croácia em 1991, no entanto, os vestígios de suas raízes partem do início do século X. O estado medieval croata possuía uma formidável marinha que controlava grande parte da região oriental do Mar Adriático. O dia em que a frota de croata derrotou o do Duque Branimir derrotou a marinha veneziana, em 18 de setembro de 887, ficou marcado como o Dia da Marinha Croata.